# Frontera entre l'Aràbia Saudita i Oman
La frontera entre Aràbia Saudita i Oman én una línia de 676 km d'extensió en sentit oest-est-nord, formada per dues línies gairebé rectilínies, que separa el nord del sud-est de l'Aràbia Saudita del territori d'Oman. A l'est comença en el desert de Rub al-Khali, on hi ha el trifini entre ambdós estats amb el Iemen i va cap al nord a l'altre trifini entre ambdós estats i els Emirats Àrabs Units, a les proximitats del Tròpic de Càncer. Separa la desèrtica província saudita d'Ash Sharqiyah de les regions omaneses de Dhofar, Al-Wusta i Dhahirah.
Les fronteres entre ambdues nacions han estat definides per la seva història, ja que Aràbia Saudita assolí les seves actuals fronteres en 1924 i 1932, i Oman esdevingué independent del Regne Unit en 1960. El 2006 el govern saudita va obrir el pas fronterer de Ramlat Khaliya. En 2011 ambdós estats signaren un nou tractat per tal de construir plegats un complex fronterer a Rub al-Khali. El 2016 es va anunciar que el 2017 s'inauguraria una autopista de 727 kilòmetres que uniria ambdós estats.